# Римська група тем
Римська група тем — група тем в шаховій композиції новонімецької школи (логічної школи) в триходовому і багатоходовому жанрі. В цих темах при спробі провести відразу з першого ходу головний план є неможливо, оскільки чорні мають сильні спростування. Тактичні задуми тем цієї групи побудовані на проведенні підготовчої гри, яка вносить послаблення в позиції чорних, що дозволяє в наступній грі провести головний план. 

## Історія
Назва групи тем походить від римської теми, яку відкрили в 1905 році Карл Коккелькорн (26.11.1843 — 16.07.1914) і Йоханнес Коц (18.07.1843 — 05.10.1918). Назва групи тем утвердилася після того, як Фрідріх Палітш (25.10.1889 — 02.03.1932) відкрив у 1918 році дрезденську тему, а перед цим в 1914 році Франц Палатц (18.07.1896 — 1945) запропонував гамбурзьку тему.
Для порівняння спільних і відмінних ознак, згаданих вище тем, існує таблиця. Букви «a», «b», «c» в таблиці означають фігуру чорних, яка відбиває загрозу хибного сліду, чи попередньої гри (попереднього плану) або захищається в рішенні від головного плану.
| Назва теми    | Хибний слід | Попередня гра | Головний план |
| ------------- | ----------- | ------------- | ------------- |
| Римська       | a           | a             | a             |
| Гамбурзька    | a           | b             | a             |
| Дрезденська:  |             |               |               |
| форма Палітша | a           | a             | b             |
| форма Брунера | a           | b             | b             |
| змішана форма | a           | c             | b             |

До групи римських тем іще належить тема Ельби, а також відкрита в 1927 році швейцарським шаховим композитором Еріхом Брунером (11.12.1885 — 16.05.1938) швейцарська тема. В 1911 році Е. Альтман запропонував ідею, яка також належить до римської групи тем і дістала назву тема Альтмана, її суть — внаслідок розширення змісту задуму на римську тему шляхом введення додаткового хибного сліду, завдяки якому з'являється вибір поля, на яке відволікається тематична чорна фігура. 
Тактика підготовчої гри білих в темах римської групи містить відволікання або притягування чорної фігури, відкриття лінії або закриття лінії, блокування поля чи заміни сильного захисту чорних слабким, тощо. Це все для того щоб спочатку послабити позицію чорних, і вже після цього білі можуть провести головний план атаки, їм вже ніщо не заважає для досягнення мети.